# Astragalus drummondii
Astragalus drummondii är en ärtväxtart som beskrevs av William Jackson Hooker. Astragalus drummondii ingår i släktet vedlar, och familjen ärtväxter. Inga underarter finns listade i Catalogue of Life.

## Bildgalleri

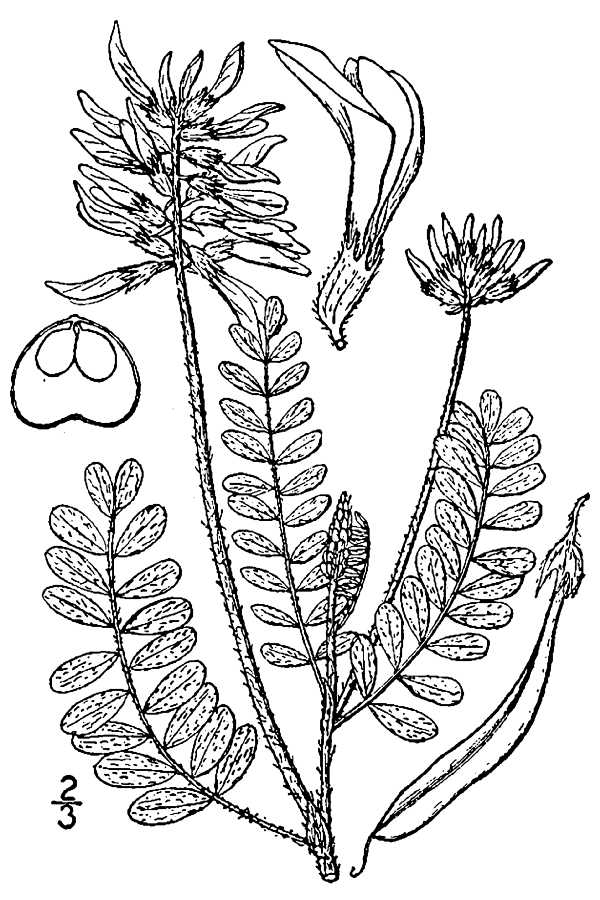
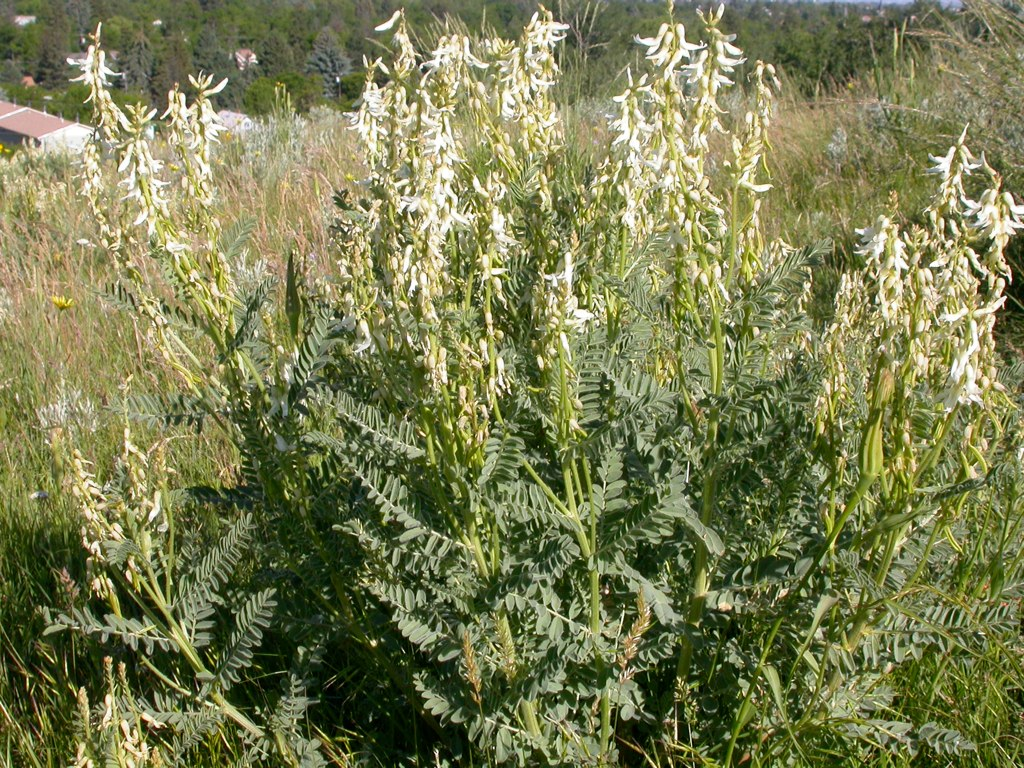
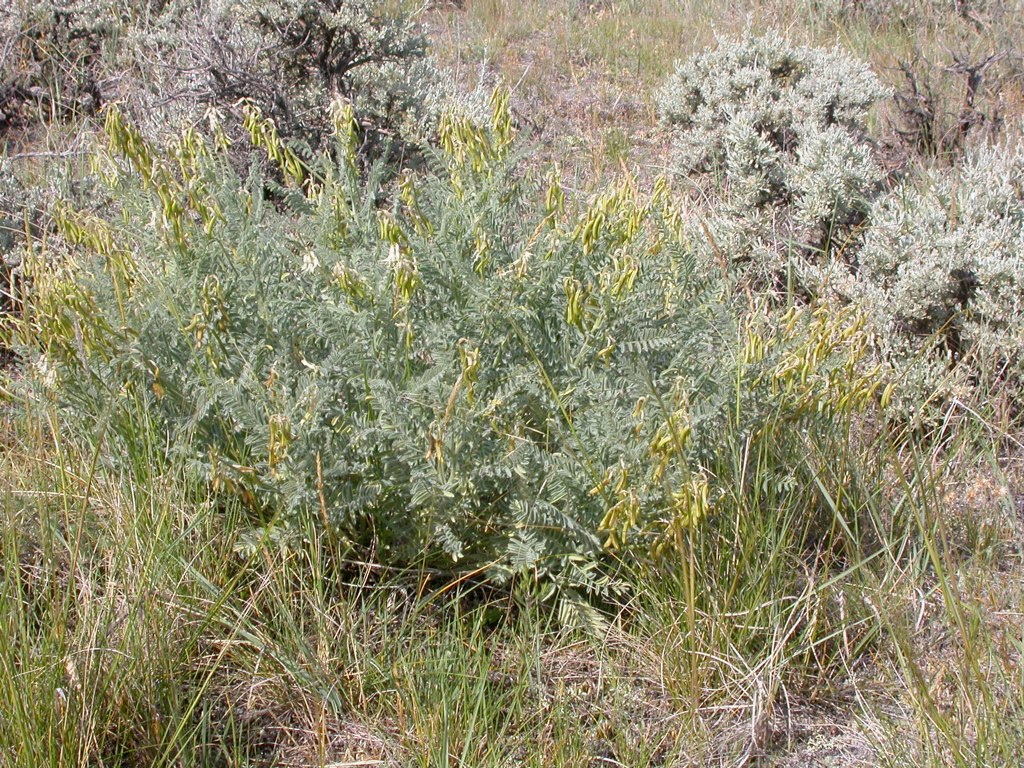
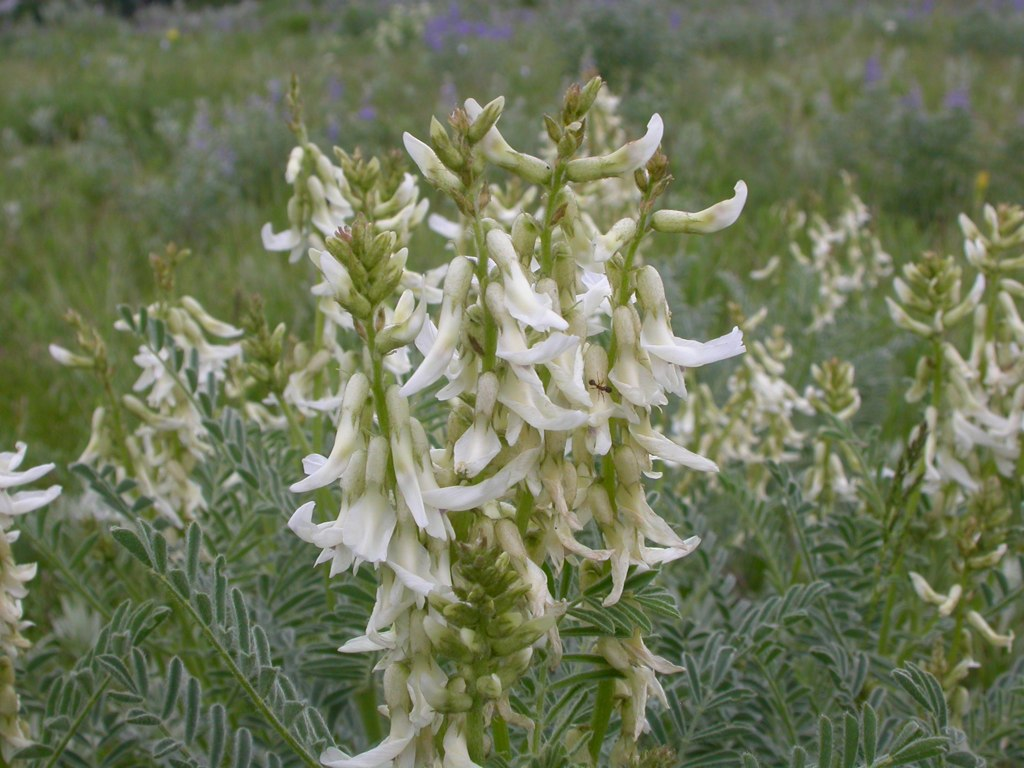
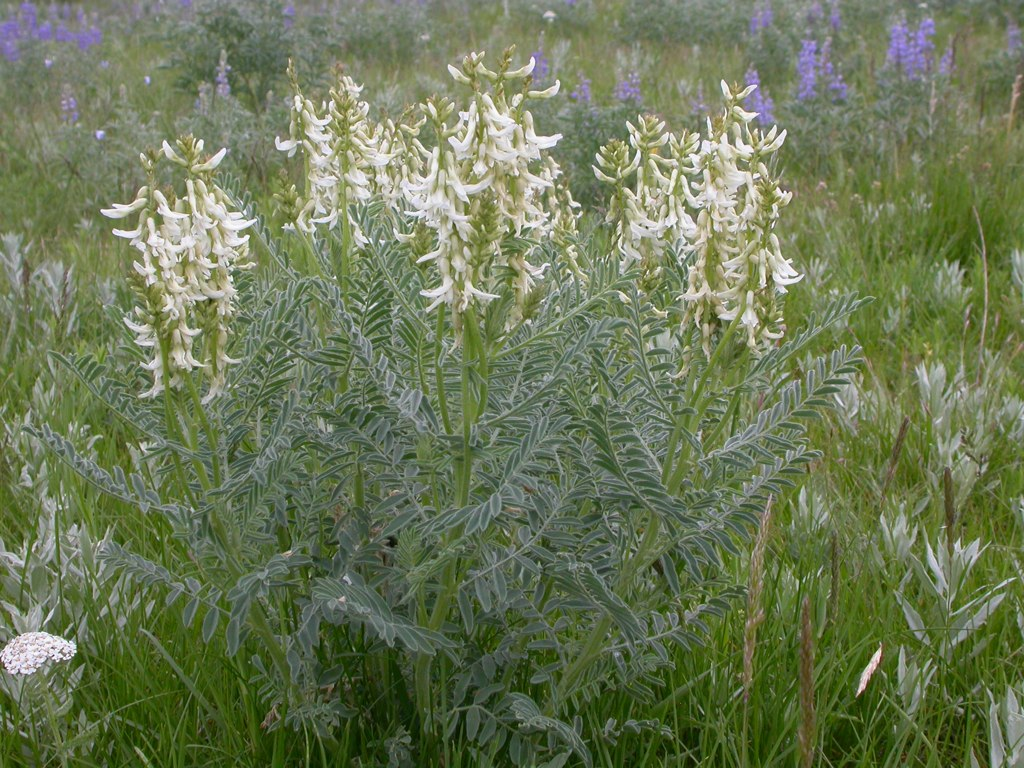